# Strandingsmuseum St. George
Strandingsmuseum St. George i Thorsminde er et specialmuseum for strandinger på den jyske vestkyst. Museet åbnede i 1992 og er siden ombygget og udvidet i 2001 og 2015-17.
Museet fortæller om dramatiske strandinger ved den jyske vestkyst og befolkningens møde med søfolk fra hele verden. Det har det marinarkæologiske ansvar for kulturarven under vandet langs vestkysten i et område, der strækker sig fra Limfjorden til grænsen i syd, samt i søer og åer i indlandet i den vestlige del af Region Midtjylland.
I 2012 blev Strandingsmuseum St. George sammen med Holstebro Museum og Frilandsmuseet Hjerl Hede samlet i én organisation under navnet De Kulturhistoriske Museer i Holstebro Kommune.

## Udstillinger
Strandingsmuseum St. George fortæller om de utallige skibe, der gennem tiden er strandet på den farlige jyske vestkyst og om, hvordan kystbefolkningen har håndteret de voldsomme begivenheder og mødet med søfolk fra hele verden.
Kernen i museet er den dramatiske fortælling om en af verdenshistoriens største strandinger, der fandt sted tidlig om morgenen den 24. december 1811, hvor de to engelske linjeskibe HMS St. George og HMS Defence strandede på den yderste revle 600-800 meter ud for Thorsminde. Næsten 1400 mennesker omkom. Kun 18 overlevede.
Vraget af HMS St. George blev genopdaget af sportsdykkere i 1971, og med dykker og erhvervsmand Gert Normann Andersen, Holstebro, som den drivende kraft blev der i 1980'erne foretaget flere marinarkæologiske undersøgelser og udgravninger. Hver gang var det i kapløb med tiden, men alligevel lykkedes det at bjerge tusindvis af genstande, og lokalt var opbakningen helt overvældende.
Advokat Knud Dalgaard-Knudsen var dengang formand for Ringkøbing Museum, og på hans initiativ begyndte man at tale om et ”Strandingsmuseum St. George”. Museet blev finansieret af Ulfborg-Vemb Kommune, Ringkjøbing Amt og EU og blev indviet den 3. april 1992. Det første år kom der 67.000 gæster.
I 1996 og 1997 blev vraget atter afdækket, hvorefter der på Gert Normann Andersens initiativ igen blev foretaget nye, store udgravninger. Det var dog ikke slut endnu. Da Nysted Havmøllepark i 2003 blev anlagt på Rødsand syd for Gedser, blev der gjort et bemærkelsesværdigt fund. Dykkere fandt det 12 meter høje ror, som ”St. George” mistede under en storm i 1811, hvilket indirekte blev årsag til forliset ved Thorsminde.
Efter uheldet på Rødsand forsøgte det handicappede skib at nå hjem til England med nødrig og nødror, men blev af en storm i Nordsøen presset ind mod den jyske vestkyst, hvor det mødte sin skæbne.
Fundet af roret blev rapporteret til Nationalmuseets Marinarkæologiske undersøgelser i Roskilde, som ringede til Gert Normann Andersen, der handlede hurtigt. Han sendte dykkerskibet ”Cable One” til Rødsand for at bjærge roret og fik det kørt hjem til Thorsminde, og han bekostede selv hele operationen. I dag indgår roret som et centralt element i museets udstilling.
I 2011 fik museet foræret St. Georges skibsklokke, der siden 1876 havde fungeret som kirkeklokke i No Kirke.
Efter en omfattende ombygning åbnede Strandingsmuseum St. George med nye, flotte permanente udstillinger 19. maj 2017. På det totalt ombyggede museum findes fire udstillingsrum, der hver især viser et kapitel i den store fortælling om strandingerne. Dertil kommer et femte rum med skiftende særudstillinger og tårnet med HMS St. Georges originale ror og panoramaudsigt over havet, havnen og Thorsminde.

## Marinarkæologisk ansvar
Museet blev udvidet i 2001, og i forbindelse hermed oprettedes også et marinarkæologisk center ved museet, der i 2004 formelt fik det marinarkæologiske ansvar for undersøgelser af skibsvrag og andre kulturspor på havbunden langs dele af Vestkysten og i ferskvandsområderne i daværende Ringkøbing, Viborg og en del af Ribe amter. Efter en nyordning af de marinarkæologisk ansvarsområder har museet det marinarkæologisk ansvar langs vestkysten ud for Region Midtjylland og Region Syddanmark samt i fjorde, søer og åer i Lemvig, Holstebro, Struer, Skive, Viborg, Herning Ikast-Brande, Ringkøbing-Skjern, Varde og Fanø kommuner.
Siden 2015 har Strandingsmuseum St. George indgået i et formaliseret samarbejde med Moesgård Museum og Nordjyllands Kystmuseum omkring marinarkæologien i Jylland. Samarbejdet bærer navnet Marinarkæologi i Jylland (MAJ), og det varetager de marinarkæologiske opgaver i de jyske farvande ud for Region Nordjylland og Region Midtjylland samt Region Syddanmarks Vadehav og Nordsøvande, tillige med de ferske vande i åer og søer i Region Nordjylland og Region Midtjylland. Der er foretaget en kompetencefordeling, hvor Strandingsmuseum St. George varetager nyere tids vrag, Nordjyllands Kystmuseum varetager ældre vrag og Moesgaard Museum varetager submarine landskaber og fundpladser.

## Museets historie
Strandingsmuseum St. George blev til i forbindelse med, at Nationalmuseet i samarbejde med lokale dykkere 1983-86 foretog danmarkshistoriens største marinarkæologiske udgravning af det britiske linjeskib HMS St. George, der sammen med HMS Defence strandede udfor det nuværende Thorsminde juleaftensmorgen 1811.
Ulfborg-Vemb Kommune udpegede i januar 1985 en arbejdskomité, der skulle forsøge at tilvejebringe grundlag for en strandingsudstilling i Thorsminde, hvor de opsigtsvækkende fund fra vraget af HMS St. George skulle være hovedattraktion. Nationalmuseets betingelse for at afstå fundene var, at de sammen med ansvaret for kommende marinarkæologiske undersøgelser blev overdraget til et allerede eksisterende statsanerkendt museum. Kulturministeriet oplyste samtidig, at driften af det påtænkte nye museum skulle være fuldt integreret i Ringkøbing Museums økonomi. Der gik syv år inden der var skabt tilstrækkelig grundlag for, at Ulfborg-Vemb Kommune med støtte fra Ringkøbing Amt og EF fik opført en museumsbygning i Thorsminde. Strandingsmuseum St. George åbnede den 3. april 1992, og det som en ny afdeling af Ringkøbing Museum.
Ved nye udgravninger 1996-97 blev hævet en del større og tunge genstande, som umuligt kunne være i de eksisterende bygninger. Det lykkedes at skaffe midler til en større udvidelse af bygningen, som stod færdig i juni 2001. Udvidelsen omfattede bl.a. ny foyer, cafeteria, forøget udstillingareal, arkæologisk værksted og kontorfaciliteter.
Som følge af Strukturreformen i 2007 blev Strandingsmuseum St. George en afdeling under Holstebro Museum, og 1. januar 2012 fusionerede de med Frilandsmuseet Hjerl Hede. Museumsfusionen fik navnet De Kulturhistoriske Museer i Holstebro Kommune, der har status af statsanerkendt museum. De tre museer fortsætter deres aktiviteter og opgaver på de nuværende adresser.
Strandingsmuseum St. George gennemgik 2015 til 2017 en omfattende renovering, ombygning og udvidelse med støtte fra en række fonde og bidragydere. Det tilførte 1000 nye kvadratmeter og moderne udstillinger fordelt på udsigtstårnet med det 12 meter lange og 7 tons tunge ror fra HMS St. George samt fire udstillingssale, der behandler strandinger i sin helhed: Den farlige vestkyst, strandingerne af de to linjeskibe, kystens håndtering af strandinger, vraget og den undersøiske kulturarv på havets bund. Derudover er findes en femte udstillingssal, der er et multifunktionelt rum, som bruges til særudstillinger og foredrag. Det nyt Strandingsmuseum St. George åbnede 19. maj 2017.
Strandingsmuseum St. George var nomineret til European Museum of the Year i 2019, og samme år vandt museet i Sarajevo den fornemme Silettopris, som er en pris for museers samskabelse med det omkringliggende lokalsamfund; det gælder både opbygning af et tårn i den lille by, Thorsminde, og udvikling og drift af de nye udstillinger.